# Riyadh as-Saaliheen
Rijadus Salichin of Riyaadh As Salihin (tuinen der oprechten) is een boek over islamitische tradities, die lange tijd alleen verkrijgbaar was in het Arabisch. Het boek werd geschreven door de Syrische moslimgeleerde Abu Zakariya An-Nawawi in de 13e eeuw.
Het boek is een verzameling van vele overleveringen van de profeet Mohammed.

## Andere betekenis
De Tsjetsjeense krijgsheer Sjamil Basajev vernoemde een van zijn militie-eenheden naar dit boek. Deze eenheid was gericht tegen alles wat Russisch is en wordt verdacht van vele terreuracties, zoals aanslagen en gijzelnemingen, vanaf de jaren 1990 tot jaren 2000. Het doel van de eenheid was de afscheiding van Tsjetsjenië van Rusland. De eenheid werd onder andere van betrokkenheid verdacht bij de gijzeling in Beslan in 2004 en twee vliegtuigkapingen. Verder hield de eenheid zich bezig met verkenningen en spionage.
In 2003 werd de eenheid op de lijst van terroristische organisaties gezet door de VS. Na de dood van Basajev in 2006 leek de eenheid een grote klap te zijn toegebracht. In april 2009 blies Dokka Oemarov de beweging echter nieuw leven in.